# دانشکده طب ایرانی
دانشکده طب ایرانی یکی از دانشکده‌های دانشگاه علوم پزشکی ایران است.